# Sphaerotherium punctulatum
Sphaerotherium punctulatum är en mångfotingart som beskrevs av Brandt 1841. Sphaerotherium punctulatum ingår i släktet Sphaerotherium och familjen Sphaerotheriidae. Inga underarter finns listade i Catalogue of Life.